# Basil Studer
Basil Studer OSB (* 15. Mai 1925 in Balsthal; † 25. April 2008 in Engelberg; eigentlich Franz-Xaver Studer) war ein Schweizer Benediktiner und Patristiker.

## Leben
Basil Studer wurde als Franz-Xaver Studer in Balsthal geboren und trat 1937 in die Stiftsschule des Klosters Engelberg ein, wo er 1945 die Maturität erreichte. Nach einem propädeutischen Jahr am Priesterseminar Luzern wurde er als Kandidat ins Kloster Engelberg aufgenommen und legte 1950 die feierliche Profess als Benediktiner von Engelberg ab; er nahm den Ordensnamen Basilius an.
Seine theologische Ausbildung erhielt Studer an der theologischen Hausschule in Engelberg. Nach der Priesterweihe 1951 setzte er seine Studien am Päpstlichen Athenaeum Sant’Anselmo fort und schloss diese mit dem Doktorat in Theologie ab. Von 1955 bis 1957 unterrichtete er an der theologischen Hausschule und an der Stiftsschule in Engelberg. Im Herbst 1957 wurde Studer zur Lehrtätigkeit ans interdiözesane Priesterseminar von Otélé in Kamerun berufen, das von den Engelberger Benediktinern geleitet wurde. Von 1962 bis 1964 erfolgte eine Vertiefung der theologischen Ausbildung in Paris. Anschließend übernahm er den Lehrstuhl für Alte Kirchengeschichte und Patristik an der theologischen Hochschule der Benediktiner Sant’Anselmo in Rom. Dort lehrte er bis zu seiner Emeritierung 1999. Von 1968 bis 1974 leitete er die Hochschule als Rektor. Zusätzlich unterrichtete Studer von 1972 bis 2006 am Patristischen Institut Augustinianum. Studer war als herausragender Augustinus-Spezialist geachtet. Gegen Ende seiner Forschungstätigkeit beschäftigte er sich vor allem mit dem Verhältnis von Glaube und Geschichte und den Exegesemethoden der lateinischen Väter. Die theologische Fakultät der Universität Luzern verlieh Studer 1998 das Ehrendoktorat.

## Schriften
- Gott und unsere Erlösung im Glauben der Alten Kirche. Patmos, Düsseldorf 1985, ISBN 3-491-71070-7.
- Schola christiana. Die Theologie zwischen Nizäa (325) und Chalzedon (451). Ferdinand Schöningh, Paderborn 1998.
- Augustins De Trinitate. Eine Einführung. Ferdinand Schöningh, Paderborn 2005.
- Die Kirchengeschichte als Theologie. Eine Festakademie zu Ehren von Ernst Dassmann. Münster 2007.